# Reprezentacja Gruzji w hokeju na lodzie mężczyzn
Reprezentacja Gruzji w hokeju na lodzie mężczyzn – kadra Gruzji w hokeju na lodzie powoływana przez selekcjonera, w której występować mogą wszyscy zawodnicy posiadający obywatelstwo gruzińskie. Za jej funkcjonowanie odpowiedzialny jest Gruziński Związek Hokeja na lodzie.

## Historia
Gruzja swoje pierwsze spotkania hokeja na lodzie rozegrała w 1962 roku podczas rozegrała podczas Zimowej Spartakiadzie Narodów ZSRR w Swierdłowsku. Gruzini rozegrali podczas turnieju osiem spotkań, zwyciężając w dwóch przeciwko drużynom Armeńskiej SRR oraz Kirgiskiej SRR.
Kolejne spotkania Gruzini rozegrali już po odzyskaniu niepodległości. Najpierw w 2009 roku przyłączono do grona członków IIHF Gruziński Związek Hokeja na lodzie, który odpowiada za drużynę narodową, a rok później odbyły się dwa pierwsze mecze międzynarodowe pod flagą Gruzji. W kwietniu 2010 roku w Erywaniu Gruzini zmierzyli się z drużyną RPA oraz Armenii przegrywając oba spotkania. W lutym 2010 szkoleniowcem Gruzji został Ukrainiec.
W 2013 roku drużyna zadebiutowała w turnieju mistrzostw Świata. Jako beniaminek rozgrywek zespół uczestniczył w kwalifikacjach do turnieju mistrzostw świata III dywizji w Abu Zabi w Zjednoczonych Emiratach Arabskich. Turniej zakończył się ostatecznie brakiem awansu do turnieju głównego. Drużyna zajęła ostatnie, czwarte miejsce przegrywając wszystkie trzy spotkania. W spotkaniu przeciwko gospodarzom turnieju padła pierwsza bramka gruzińskiego zawodnika podczas mistrzostw świata. Zdobył ją Gocza Dżeiranaszwili.
W 2014 roku ze względu na mniejszą liczbę drużyn zgłoszonych do głównego turnieju mistrzostw świata III dywizji drużyna uczestniczyła w tych rozgrywkach w Luksemburgu. Zespół był zdecydowanie najsłabszy w zestawieniu sześciu drużyn, ulegając we wszystkich pojedynkach, kończąc mistrzostwa z bilansem bramkowym 3-78 oraz wyrównaniem najwyższej porażki w historii w meczu z Koreą Północną.
W 2015 roku zespół po raz pierwszy w historii niepodległej Gruzji zwyciężył w spotkaniu międzynarodowym. Podczas mistrzostw świata III dywizji w tureckim mieście Izmit wygrali z Bośnią i Hercegowiną w regulaminowym czasie oraz ze Zjednoczonymi Emiratami Arabskim po rzutach karnych. Wyniki te spowodowały najlepszy w historii rezultat – 45. miejsce w klasyfikacji całych mistrzostw, a piąte miejsce w turnieju trzeciej dywizji. Wybijającym się zawodnikiem był bramkarz Andrei Ilienko, który został wybrany najlepszym na tej pozycji zawodnikiem tego turnieju. 1 października w meczu pierwszej rundy kwalifikacji do igrzysk olimpijskich zespół zmierzył się z Bułgarią w Sofii przegrywając ten pojedynek.
Podczas mistrzostw w Stambule w 2016 roku zespół bardzo dobrze się spisywał. Przegrywając zaledwie jedno spotkanie z reprezentacją gospodarzy jedna bramką w pierwszym meczu turnieju. Jednakże po zakończeniu turnieju zespół przeniesiono karnie na ostatnia pozycję. Było to skutkiem uczestnictwa w drużynie nieuprawnionych zawodników.

## Starty w Mistrzostwach Świata
| Rok  | Lokalizacja | Turniej                  | Miejsce (miejsce ogółem) |
| ---- | ----------- | ------------------------ | ------------------------ |
| 2013 | Abu Zabi    | kwalifikacje III Dywizja | 4. miejsce (48. miejsce) |
| 2014 | Luksemburg  | III Dywizja              | 6. miejsce (46. miejsce) |
| 2015 | Izmit       | III Dywizja              | 5. miejsce (45. miejsce) |
| 2016 | Stambuł     | III Dywizja              | 6. miejsce (46. miejsce) |
| 2017 | Sofia       | III Dywizja              | 3. miejsce (43. miejsce) |